# آبينبيرجر فالد
بلدة آبينبِيرجر ڤالد (بالأَلمانِيَّة: Gemeindefreies Abenberger Wald) هي بَلدَة أَلمانِيَّة حُرَّة في مِنطَقَة غُوت التَّابِعة لمُحافظة فرانكُونيَا الوُسطَى في وِلاَية باڤارِيا في جُمهُوريَّة أَلمَانيَا الاِتّحاديّة بمِساحة تُقَدَّر بحَوالَي 3 كم2.

## مَراجع
1. ↑  مكتب الإحصاء الاتحادي (المحرر)، Gemeindeverzeichnis information system، QID:Q13409498
2. ↑  "Alle politisch selbständigen Gemeinden mit ausgewählten Merkmalen am 30.06.2020 (2. Quartal 2020)" (بالألمانية). 28. Mai 2020. {{استشهاد ويب}}: تحقق من التاريخ في: |publication-date= (help)
3. ↑  . مكتب الإحصاء الاتحادي https://www.destatis.de/DE/Themen/Laender-Regionen/Regionales/Gemeindeverzeichnis/Administrativ/Archiv/GVAuszugQ/AuszugGV1QAktuell.xlsx?__blob=publicationFile. {{استشهاد ويب}}: |url= بحاجة لعنوان (مساعدة) والوسيط |title= غير موجود أو فارغ (من ويكي بيانات) (مساعدة)